# Władysław Tritt

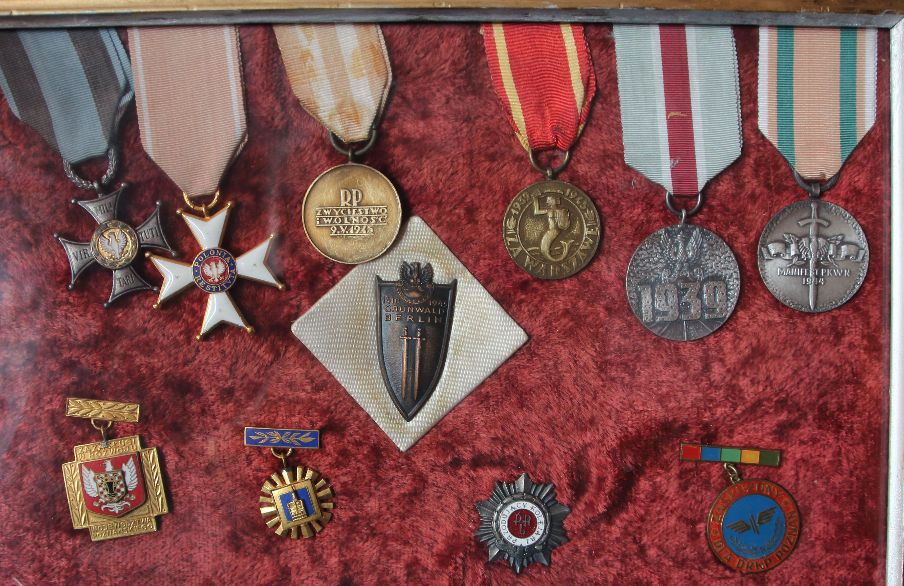
Medale i odznaczenia Władysława Tritta

Władysław Tritt (ur. 10 czerwca 1913 we Wronczynie, zm. 7 kwietnia 1988 w Puszczykowie) – plutonowy Wojska Polskiego, uczestnik bitwy nad Bzurą, kawaler Orderu Virtuti Militari.

## Życiorys
Urodził się jako syn Jana Tritta i Antoniny z d. Palickiej. Dzieciństwo i młodość spędził w rodzinnym Buku, gdzie ukończył szkołę powszechną, wydziałową i zawodową. Od 4.11.1935 r. służył w Wojsku Polskim najpierw jako żołnierz służby zasadniczej, a później jako podoficer zawodowy. 28.VIII.1939 r. awansowany na stopień plutonowego służby stałej broni pancernej.
W kampanii wrześniowej roku wziął udział na stanowisku dowódcy półplutonu czołgów rozpoznawczych TKS 71 Dywizjonu Pancernego w ramach Wielkopolskiej Brygady Kawalerii. Przeszedł cały szlak bojowy swojego oddziału począwszy od Wschowy w Wielkopolsce aż po przedpola Warszawy, walcząc m.in. w bitwie nad Bzurą i bojach odwrotowych w Puszczy Kampinoskiej. W trakcie tych walk zniszczył wraz z załogami trzech innych czołgów TKS trzy z czterech spotkanych na leśnej drodze niemieckich czołgów.      Udało mu się przedostać do Warszawy i uczestniczył w jej obronie. Od 29 września 1939 roku przebywał w niewoli niemieckiej. Od maja 1945 roku działał w Wielkopolskiej Samodzielnej Grupie Operacyjnej "Warta" jako komendant placówki w Buku. Aresztowany 23 stycznia 1946 roku, został skazany na 2 lata więzienia, wykonanie kary odroczono o rok. W międzyczasie, na mocy ustawy amnestyjnej z 22.02.1946 darowano mu karę.                             Postanowieniem Sądu Okręgowego w Poznaniu III Wydział Karny z dn. 24 czerwca 2024 r,             na podstawie ustawy z 23 lutego 1991 r. o uznaniu za nieważne orzeczeń wydanych wobec osób represjonowanych za działalność na rzecz niepodległego bytu Państwa Polskiego,                 wyrok uznano za nieważny.                                                                                                                                     W październiku 1950 przeprowadził się do Puszczykowa. Ukończył zaoczne technikum łączności, uzyskując tytuł technika łączności. Pracował na stanowisku kierowniczym w Dyrekcji Okręgowej Kolei Państwowych w Poznaniu. Zmarł 7 kwietnia 1988 roku w Puszczykowie. Odznaczony m.in. Orderem Virtuti Militari i Orderem Odrodzenia Polski.

## Życie prywatne
Ożenił się z Anielą Nowostawską, z którą miał troje dzieci: Marka, Lecha i Jadwigę.